# Chi Đông
Chi Đông là một thị trấn thuộc huyện Mê Linh, thành phố Hà Nội, Việt Nam.

## Địa lý
Thị trấn Chi Đông nằm ở phía đông bắc huyện Mê Linh, có vị trí địa lý:
- Phía đông giáp xã Thanh Xuân, huyện Sóc Sơn
- Phía tây giáp các xã Thanh Lâm, Kim Hoa
- Phía nam giáp thị trấn Quang Minh và xã Thanh Lâm
- Phía bắc giáp xã Thanh Xuân, huyện Sóc Sơn và xã Kim Hoa.

Thị trấn Chi Đông có diện tích 4,86 km², dân số năm 2008 là 9.861 người, mật độ dân số đạt 2.029 người/km².

## Lịch sử
Địa bàn thị trấn Chi Đông ngày nay vốn là thôn Chi Đông thuộc xã Quang Minh cũ.
Thị trấn Chi Đông được thành lập vào ngày 4 tháng 4 năm 2008 trên cơ sở chia xã Quang Minh thành thị trấn Quang Minh và thị trấn Chi Đông.

## Hành chính
Thị trấn Chi Đông được chia thành 8 tổ dân phố, đánh số từ 1 đến 8

## Văn hóa

### Hội vật Chi Đông
Hội vật truyền thống của Chi Đông có từ những năm 70 của thế kỷ trước, thu hút rất nhiều đô vật nổi tiếng trong cả nước về thi đấu. Tuy nhiên, sau những năm 80 bị mai một dần. Đến năm 1993, đền chùa Chi Đông được công nhận là di tích lịch sử quốc gia, chính quyền và Nhân dân địa phương khôi phục lại hội vật truyền thống của làng. Từ đó đến nay, năm nào, Chi Đông cũng tổ chức lễ hội truyền thống, với rất nhiều hoạt động văn hóa, văn nghệ, thể thao, trong đó đặc sắc và hào hứng nhất là môn vật.

### Rượu gạo Chi Đông
Rượu Chi Đông là là rượu thủ công nấu từ gạo, một đặc sản truyền thống của người Chi Đông từ cổ xưa. Người Chi Đông tự làm men, ủ cơm và cất thành Rượu. Rượu Chi Đông được sử dụng trong các sự kiện ma chay, cưới hỏi, lễ Tết...
Rượu Chi Đông nặng, nhưng êm và không đau đầu. Điều này xưa vẫn nổi tiếng trong vùng. 
Ngày nay, Chi Đông chỉ còn chừng 4 đến 5 gia đình vẫn còn làm nghề nấu rượu thủ công. Mặc dù vậy, chất lượng và hương vị của Rượu Chi Đông vẫn là đặc sản của Quê hương Chi Đông.